# Lucifer Sam
A Pink Floyd Lucifer Sam című dala 1967. augusztus 5-én jelent meg a zenekar The Piper at the Gates of Dawn című bemutatkozó albumán.
A dal egy ereszkedő akkordmenet köré épül. A domináns hangszer Syd Barrett gitárja, melynek hangját egy visszhangosító berendezésen vezették át; az eredmény különös, ostorcsapásszerű hangzás, amit baljós Duane Eddy-s hangzásként is leírták. Ezt a hangulatot erősíti Roger Waters szólója, amit vonóval játszott a basszusgitáron, valamint a zaklatott orgona- és dobhangzás.
Bár a szövegben Lucifer Sam macskaként szerepel, mégis több feltevés született lehetséges jelentéséről: egyesek szerint a korabeli szleng alapján egy létező vagy kitalált férfiről („a hip cat”), mások szerint pedig Barrett és akkori barátnője, Jenny Spires (a szövegben Jennifer Gentle) kapcsolatáról szól. Az igazság azonban sokkal prózaibb: Sam valójában Barrett macskája volt. A dal munkacíme Percy the Rat Catcher (Percy, a patkányfogó) volt.

## Koncerten előadott változatok és feldolgozások
- A Pink Floyd csak 1967-ben játszotta a dalt koncerteken.[3]
- A dalt több előadó is feldolgozta, például True West, Jay Farrar, a Love and Rockets, a Voivod, a Shockabilly és a The Lightning Seeds. Utóbbi 1992-es Sense című kislemezének B-oldalán, valamint 2006-os The Very Best of the Lightning Seeds című válogatásalbumán is megjelentette a dalt.

## Közreműködők
- Syd Barrett – ének, gitár
- Richard Wright – billentyűs hangszerek
- Roger Waters – basszusgitár
- Nick Mason – dob, ütőhangszerek
- Peter Brown – hangmérnök
- Norman Smith – producer

## Külső hivatkozások
- Ismertető az Allmusic honlapján
- – Lucifer Sam